# Euro Hockey Tour
L'Euro Hockey Tour (abbreviato come EHT) è una competizione europea di hockey su ghiaccio per rappresentative nazionali, nata nel 1996. Il torneo è aperto alle sole quattro maggiori formazioni del continente: Finlandia, Repubblica Ceca, Russia e Svezia. A seguito dell'invasione dell'Ucraina da parte della Russia nel febbraio 2022, la nazionale di quest'ultima è stata esclusa dal torneo e vi è stata ammessa la Svizzera.
Questa manifestazione viene solitamente trattata dalle federazioni dei paesi partecipanti come un'ottima occasione di preparazione ai mondiali, durante la quale i giocatori più giovani, o comunque meno esperti, possono giocare ad alti livelli difendendo i colori della propria patria.
La Finlandia è la squadra che vanta più successi, con ben 8 vittorie finali.

## Formato
La competizione consta di quattro tornei indipendenti:
-Czech Hockey Games in Repubblica Ceca;
- Karjala Cup in Finlandia;
- Swiss Ice Hockey Games in Svizzera (inserita nel 2022 al posto della Channel One Cup in Russia);
-Sweden Hockey Games in Svezia. 
Al termine dei quattro tornei le squadre sono inserite nella classifica generale in base ai punti ottenuti in ogni torneo e quindi disputano le finali.
In ogni torneo cinque partite sono giocate nella città ospitante il torneo, mentre un'altra viene giocata in una differente città di uno degli altri paesi partecipanti al torneo: in questo modo anche la squadra ospitante disputa almeno una partita in trasferta. Durante la Karjala Cup 2007, ad esempio, la partita fra Svezia e Russia fu giocata a Jönköping, in Svezia, anziché in Finlandia ove si disputava il torneo.

### Finali
Prima della stagione 2003-04 non veniva disputata alcuna finale né venivano assegnate medaglie. La classifica finale era stilata in base ai soli punteggi ottenuti nei vari tornei. A partire, dunque, dal 2003 sino al 2007 le prime due squadre della classifica generale disputavano la finale per l'oro e l'argento in una doppia sfida andata e ritorno; con la stessa formula la terza e la quarta si disputavano l'ultima medaglia in palio, il bronzo.
Nella stagione 2005-06 le finali si sono giocate nell'arco di una singola partita e non di due. Dal 2007-08 si è tornati alla formula originale: non si giocano più finali, ma le medaglie vengono assegnate in base alla classifica finale.
Il vincitore dell'Euro Hockey Tour viene ufficiosamente considerato campione d'Europa.

## Premio
Dal 2007 - fino al 2011 - è assegnato al vincitore di ciascun torneo un premio in denaro di 120000 €; per il vincitore della stagione EHT è stanziato un'ulteriore premio di altri 120000 €.

## Squadre partecipanti
Partecipano solo quattro formazioni del continente europeo:
- Finlandia
- Rep. Ceca
- Russia
- Svezia

## Albo d'oro
| Stagione   | 1º posto  | 2º posto  | 3º posto  | 4º posto  |
| ---------- | --------- | --------- | --------- | --------- |
| 1996-19971 | Finlandia | Svezia    | Russia    | Rep. Ceca |
| 1997-1998  | Rep. Ceca | Svezia    | Finlandia | Russia    |
| 1998-1999  | Svezia    | Finlandia | Rep. Ceca | Russia    |
| 1999-2000  | Finlandia | Rep. Ceca | Russia    | Svezia    |
| 2000-2001  | Finlandia | Russia    | Svezia    | Rep. Ceca |
| 2001-2002  | Finlandia | Russia    | Svezia    | Rep. Ceca |
| 2002-2003  | Finlandia | Russia    | Rep. Ceca | Svezia    |
| 2003-2004  | Finlandia | Svezia    | Rep. Ceca | Russia    |
| 2004-20052 | Russia    | Svezia    | Finlandia | Rep. Ceca |
| 2005-2006  | Russia    | Svezia    | Finlandia | Rep. Ceca |
| 2006-2007  | Svezia    | Russia    | Rep. Ceca | Finlandia |
| 2007-2008  | Russia    | Finlandia | Rep. Ceca | Svezia    |
| 2008-2009  | Russia    | Finlandia | Svezia    | Rep. Ceca |
| 2009-2010  | Finlandia | Russia    | Rep. Ceca | Svezia    |
| 2010-2011  | Russia    | Svezia    | Finlandia | Rep. Ceca |
| 2011-2012  | Rep. Ceca | Finlandia | Russia    | Svezia    |
| 2012-2013  | Russia    | Rep. Ceca | Finlandia | Svezia    |
| 2013-2014  | Finlandia | Russia    | Rep. Ceca | Svezia    |
| 2014-2015  | Svezia    | Finlandia | Rep. Ceca | Russia    |
| 2015-2016  | Svezia    | Finlandia | Rep. Ceca | Russia    |
| 2016-2017  | Russia    | Rep. Ceca | Finlandia | Svezia    |
| 2017-2018  | Finlandia | Rep. Ceca | Russia    | Svezia    |

1 Nella classifica finale furono considerati soltanto i punti ottenuti nei tornei in Finlandia, Russia e Svezia poiché la nazionale russa non partecipò alla competizione ceca.
2 Il torneo in Repubblica Ceca non fu giocato perché in concomitanza con la Euro Hockey Tour World Cup of Hockey.